# Enrique IV de Breslavia
Enrique IV de Breslavia conocido como el Justo (en polaco: Henryk Probus; en alemán: Heinrich von Breslau) (c. 1258-1290) fue duque del ducado silesio de Breslavia sobre el año 1270 y príncipe de Polonia desde 1288 hasta su muerte en 1290. Pertenecía a la dinastía de los Piastas. Era hijo de Enrique III el Blanco de Silesia y de Judit de Mazovia.
La fecha de 1290 como año de su muerte es ampliamente aceptada y confirmada en numerosas fuentes. Más problemática es la fecha del día y mes, habiéndose propuesto el 24 de junio, el 22 de julio abril, aunque el 23 de junio es la fecha con mayor número de fuentes
Tras su muerte sus posesiones pasaron a manos de su primo Wenceslao II de Bohemia.